# Pavit Gujral
Pavit Gujral (* vor 1990 in Kalkutta) ist eine indische Schmuckdesignerin und Gemmologin.

## Herkunft und Ausbildung
Pavit Gujral kam in Kalkutta zur Welt, wuchs aber im nordindischen Chandigarh auf. Sie berichtete, dass sie von klein auf alles geliebt habe, was mit Kunst, Farbe zu tun hatte, und allem, was glitzerte. Von 1995 bis 2010 besuchte sie in Chandigarh die Vivek High School Commerce. An der University of the West of England in Bristol studierte sie von 2010 bis 2013 Wirtschaftswissenschaften. 2015 absolvierte sie am renommierten Gemological Institute of America (GIA) eine Ausbildung zur Gemmologin, die zur Beurteilung von Diamanten und anderen Edelsteinen qualifiziert. An diese schloss sie mehrere Zusatzausbildungen an.

## Karriere
Nach ihrem Ökonomiestudium arbeitete sie von 2013 bis 2015 als Marketing-Managerin für Inscol India.
Nach ihrer Gemmologie-Ausbildung ließ sie sich im Juli 2016 in Dubai (Vereinigte Arabische Emirate) nieder und gründete in „Building 4, Dubai Design District“ ihre Firma Pavit Gujral Designs. Sie ist als CEO und Chef-Designerin tätig.
Ihr erklärtes Ziel ist „Pop-star of the Fine Jewelry industry“ zu sein. Für ihren Schmuck hat sie einen perfektionistischen Anspruch, er soll aus leidenschaftlicher Handwerkskunst entstehen, mit größtmöglicher Sorgfalt bei Design und Qualität, extravagant, „freundlich“ und „trendsettend“ sein und nur Edelsteine höchster Qualität verwenden. Ihre Inspirationen bezieht sie aus der Natur, der Architektur und ihren Reisen.
Das Mumbai Rain necklace, das 2.500 Pavé-Diamanten zieren, entstand nach einem Besuch von Mumbai, bei dem sie mit tagelangen sintflutartigen Regenfällen konfrontiert war. Eine Reise nach Finnland inspirierte zur Iceberg collection. Dabei steht ein Tansanit-Cabochon im Mittelpunkt, der von Diamanten auf einer kostbaren Blüte umgeben ist, die als Anhänger, Armband oder Brosche getragen werden kann.
Neben der Pavé(fr. Pflaster)-Technik mit Klein-Diamanten arbeitet sie gerne auch mit außergewöhnlichen Edelsteinen wie Mondsteinen, Rutilquarzen und Opalen sowie seltenen und wertvollen Steinen wie Paraiba-Turmalin oder Padparadscha-Saphir.

## Auszeichnungen (Auswahl)
- 2023 Gold Winner bei den London Design Awards für Giza Collection
- 2023 Gold Winner bei den London Design Awards für Langur Earrings
- 2023 Gold Winner bei den London Design Awards für Octopus Ring[5]
- 2023 Gold Winner bei den MUSE Design Awards für Octopus Ring[6]
- 2020 Best Necklace Design bei den IJ Jeweller's Choice Design Awards für Black Forest Collection
- 2020 1. Platz bei den Saul Bell Design Awards für Jewelry Collection
- 2020 2. Platz bei den Saul Bell Design Awards für Gold/Platinum[4]

## Rezeption
Ihre Designs wurde von der Fachzeitschrift Artistar Jewels anlässlich der Milan Jewelry Week präsentiert als The Contemporary Jewel as never seen before.
Die Fachzeitschrift Mojeh feiert, wie die „skurrilen, verschlungenen und herrlich dekadenten Schmuckkreationen von Pavit Gujral Designs die Pracht von Mutter Natur einfangen“.

## Privates
Sie ist ausgebildete Sporttaucherin.